# Петар Бокун
Петар Бокун (Београд, 5. март 1941 — Београд, 11. мај 2011) био је српски неуропсихијатар.

## Биографија
Рођен је у Београду од оца Петра и мајке Милене. Основну школу је завршио у Владимировцу у Банату и Врлици у Далмацији 1955. године. Гимназију је завршио у Сињу 1959. године, а затим Медицински факултет у Загребу као први у генерацији 1964. године. Специјализовао је психијатрију и неурологију у Сплиту и Загребу, а усавршавао се у Лондону.
У периоду 1974-1985 предавао је психијатрију на Медицинском факултету у Сплиту, осим тога предавао је судску психопатологију на Правном факултету у Сплиту. Био је у периоду 1974-1977. шеф психијатријског одељења Опште болнице Сплит, а у периоду 1977-1987. шеф одељења Војне болнице Сплит. У војсци је имао чин потпуковника. Био је председник организације Црвеног крста Сплита.
Одбранио је докторску дисертацију из медицинских наука под називом „Параноја код миграната“, 1982. године на Универзитету у Београду. Исте године добио је титулу примаријус.
У периоду 1995-97. радио је у Центру за хипербаричку медицину на Бањици у Београду, а у периоду 1997-2000. био је научни саветник. Основао је 2005. године Катедру за психоантропологију на Академији уметности у Београду.
Објавио је око 120 стручних и научних радова, око 600 научно-популарних чланака, 53 књиге од којих 7 књига поезије. Био је стални колумниста „Политике“. Носилац је Ордена рада са сребрним венцем и Ордена за војне заслуге са сребрним мачевима.
Био је ожењен супругом Аном са којом је имао сина лекара Златка и ћерку Пејану.
Преминуо је 11. маја 2011. у Београду и сахрањен 14. маја на гробљу у Владимировцу. Био је члан Српског лекарског друштва у чијим просторијама је одржана комеморација 13. маја 2011.